# Signoria di Beirut

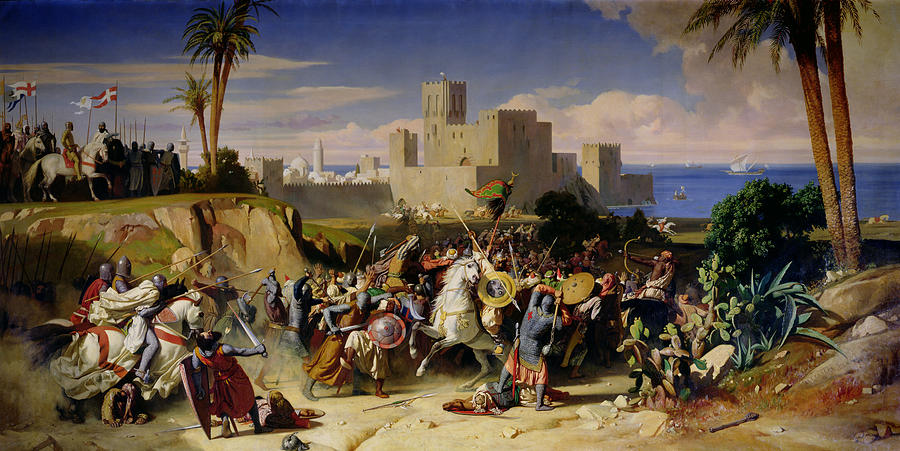
La riconquista di Beirut dai Crociati guidati da Amalrico II di Gerusalemme nel 1197.
Dipinto del 1842 di Alexandre-Jean-Baptiste Hesse.

La Signoria di Beirut era un valvassore del Principato di Galilea che a sua volta era vassallo del regno crociato di Gerusalemme.
Nel 1110 Beirut venne conquistata dalle armate crociate di Baldovino I che la annetté al suo regno e ne fece la sede della signoria che assegnò a Folco di Guînes.
La città fu occupata da Ṣalāḥ al-Dīn ibn Ayyūb nel 1187, dopo la battaglia di Ḥaṭīn, fino al 1197, quando fu ripresa da Amalrico di Lusignano che nel 1204, divenuto Amalrico II re di Gerusalemme, la diede a Giovanni di Ibelin, il Vecchio signore dei Beirut, una delle personalità più influenti di Outremer, che ricostruì la città dopo le battaglie con Saladino ed anche il palazzo di famiglia degli Ibelin in Beirut.
Beirut era importante per il commercio con l'Europa e prosperò economicamente, in particolare sotto la reggenza di Giovanni d'Ibelin; in questo periodo fu costruita la chiesa di San Giovanni Battista dei Cavalieri Ospitalieri, oggi moschea al-ʿUmarī.
Fu una delle signorie più longeve, sopravvisse fino al crollo finale del regno, sebbene solo come una piccola striscia sulla costa del Mediterraneo attorno a Beirut, che cadde il 31 luglio 1291 in mano ai Mamelucchi.

## Feudalità
Era il feudo più settentrionale del Regno di Gerusalemme, situato tra il confine con la Contea di Tripoli e la Signoria di Sidone. 

Anche se la Signoria di Beirut confinava con la Signoria di Sidone, che la separava dal Principato di Galilea, era un vassallo di quest'ultimo; ciò è dovuto probabilmente al fatto che fu conquistata dai Crociati prima di Sidone, che era ancora in mano ai musulmani quando Baldovino infeudò Beirut a Folco di Guines e, poiché la città era lontana dal centro del regno, mise il nuovo signore sotto la protezione del vassallo più vicino.
Furono valvassori della Signoria di Beirut:
- la Signoria di Bāniyās e
- la Signoria di Toron.

## Signori di Beirut
- 1110 - 1125: Folco di Guînes
- 1125 - 1138: Gualtiero I di Brisebarre
- 1138 - 1140: Guido I di Brisebarre
- 1140 - 1156: Gualtiero II di Brisebarre, figlio del precedente
- 1156 - 1157: Guido II di Brisebarre, fratello del precedente
- 1157 - 1166: Gualtiero III di Brisebarre, figlio del precedente
- 1166 - 1187: venduta e riunita al Demanio regio; attorno al 1169 Andronico I Comneno fu nominato Signore di Beirut
- 1187 - 1197: conquistata da Saladino
- 1197 - 1204: torna nel demanio regio
- 1204 - 1236: Giovanni di Ibelin (1179 † 1236), il Vecchio signore dei Beirut
- 1236 - 1247: Baliano di Ibelin († 1247), figlio del precedente
- 1247 - 1254: Ugo di Ibelin († 1254), figlio del precedente, anche principe titolare di Galilea per matrimonio
- 1254 - 1264: Giovanni di Ibelin († 1254), fratello del precedente
- 1264 - 1282: Isabella di Ibelin (1252 † 1282), figlia del precedente, con i suoi mariti:
  - 1265 - 1267: Ugo II di Cipro (1252 † 1267)
  - 1272 - 1273: Haymo Létrange († 1273)
  - 1276 - 1277: Nicola l'Alemanno († 1277)
  - 1278 - 1282: Guglielmo Berlais († 1304)
- 1282-1291: Eschiva di Ibelin (1253 † 1312), sorella della precedente, con i suoi mariti:
  - 1282 - 1284: Umfredo di Montfort († 1284)
  - 1291 - 1291: Guido di Cipro († 1303)

### Signori titolari di Beirut
- Eschiva di Ibelin (titolare 1291–1312)
- Rupen di Montfort (1312–1313)
- Guido di Ibelin (c. 1330)
- Giovanni di Lusignano (1384–?)
- Giovanni di Lusignano (?–c. 1456)